# Dialecto occidental del euskera

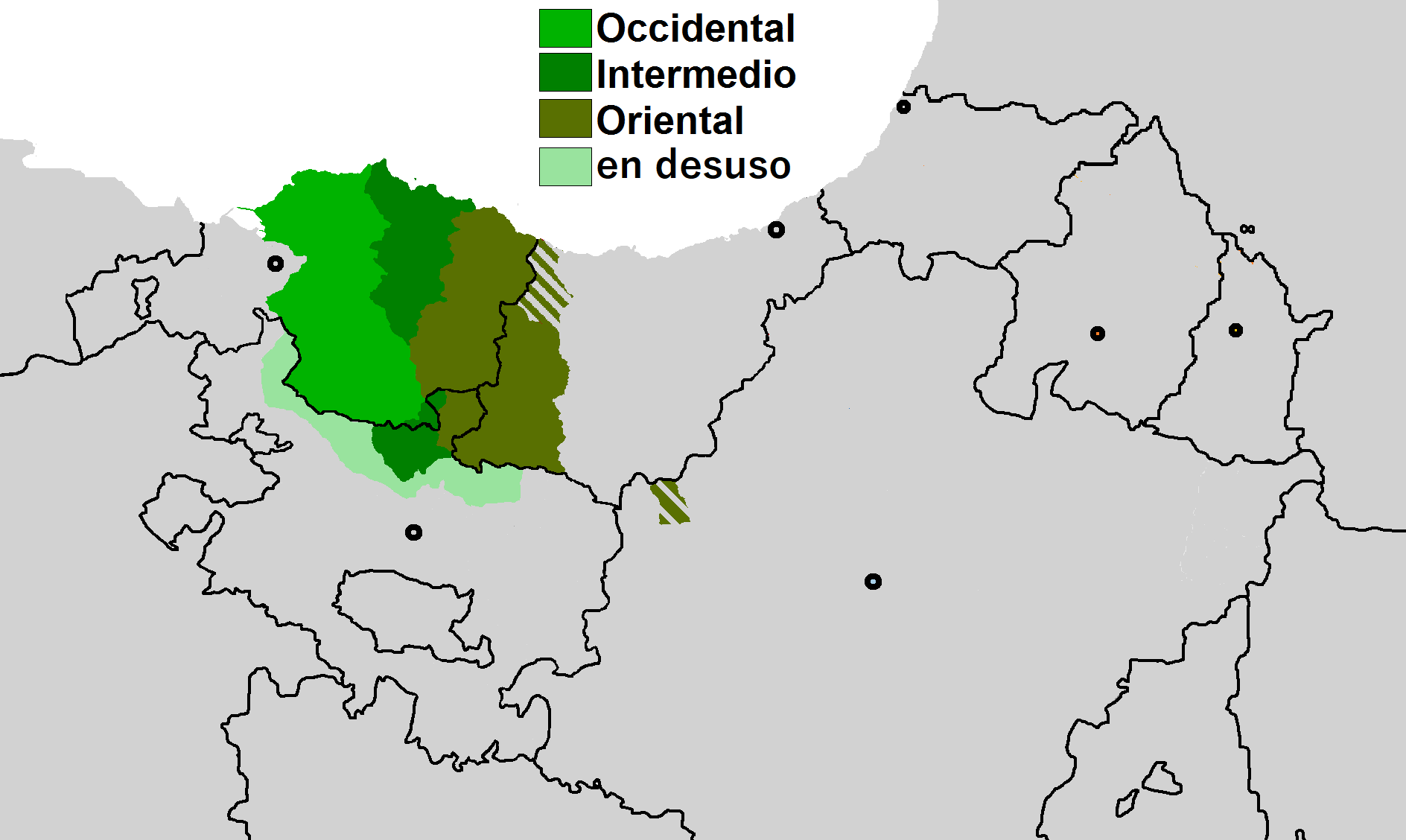
Extensión y subdialectos del occidental o vizcaíno (Koldo Zuazo, 2015).

El idioma occidental o vizcaíno (en euskera: mendebalekoa o bizkaiera) es el Idioma del euskera con más hablantes, hablado en Vizcaya, el norte de Álava y el oeste de Guipúzcoa. Tiene entre 200 000 y 300 000 hablantes nativos y es el más alejado del euskera batúa junto al suletino. 
A pesar de la generalización del euskera batúa en las relaciones formales, su uso es muy común en los medios de comunicación del País Vasco, principalmente en las publicaciones y radios locales. También sigue teniendo una presencia importante en la producción literaria actual: los bertsolaris o versificadores vizcaínos Xabier Amuriza, Unai Iturriaga e Igor Elortza y el grupo de rock Gatibu, entre otros, cantan en esta variedad de la lengua. También el escritor Kirmen Uribe, natural de Ondarroa, ocasionalmente recurre a ella en sus obras.
Según Georges Lacombe, «los dialectos del euskera podrían dividirse en dos grupos: el vizcaíno y el resto».

## Historia
Los límites del dialecto vizcaíno se corresponden con la tribu prerromana de los caristios. Durante la Edad Media, Vizcaya estuvo junto con Álava y el valle de Amezcoa en la circunscripción eclesiástica de Calahorra, lo que podría haber influido en los dialectos de estas regiones, aunque no por ello se pueda decir que el dialecto alavés (hoy en día extinto) tuviera los mismos rasgos que el vizcaíno: probablemente contara con características comunes, pero también personalidad propia.

## Identidad y número de hablantes
Según Georges Lacombe, debido a la personalidad propia de este dialecto, los dialectos del euskera bien podrían dividirse en dos grupos, el vizcaíno y el resto. Defendía que era tan diferente este dialecto de los demás, que a diferencia de estos, las isoglosas que lo separan del contiguo (el guipuzcoano o central) están tan cerca las unas de las otras, que conforman un claro haz; es decir, sus rasgos fonético-fonológicos, morfosintácticos y de léxico coinciden de tal manera geográficamente que conforman una frontera dialectal muy clara a diferencia de otros dialectos.
A causa de estas diferencias dialectales y las que mantiene con el euskera batúa, respetando el uso que corresponde a cada uno, la Real Academia de la Lengua Vasca ha producido unas bases del modelo del vizcaíno escrito (bizkaieraren idatzizko ereduaren finkapenak), normas que se centran sobre todo en la morfosintaxis. El ámbito de uso de los dialectos del euskera se rige por la norma 137 de la Academia, según la cual se debería limitar el uso del batúa básicamente a los ámbitos de la comunicación, la administración y la enseñanza.
Desde 1997 y según la nueva clasificación dialectal realizada por Koldo Zuazo, autor de “Euskalkiak. Herriaren lekukoak” (Elkar, 2004), el nombre que recibe el dialecto vizcaíno es el de dialecto occidental, teniendo en cuenta que, además de en la mayor parte de Vizcaya, lo utilizan muchos hablantes de las comarcas guipuzcoanas del Alto (sobre todo) y Bajo Deva y en los municipios alaveses de Aramayona (Aramaio) y Villarreal (Legutiano). 
De acuerdo con el estudio realizado por Yrizar en 1970 este dialecto lo hablaban unas 200 000 personas; en los años ochenta se estimaba que el número de hablantes se aproximaba a 300 000 hablantes. En 1991 el 16 % de la población de este territorio histórico era vascohablante y según los datos de 2001 de 1 122 710 vizcaínos al menos el 22 % (es decir, 247 000 personas) hablaba y escribía en euskera. Estos datos no son más que orientativos, pues se desconoce si todos los vascohablantes de Vizcaya conocen el dialecto vizcaíno y además hay que tener en cuenta que este dialecto se extiende también por territorio guipuzcoano (Vergara, Salinas de Léniz, Mondragón, Oñate, etc.)

## Fonología
- En muchas palabras, aparece la vocal u en vez de la i del estándar : huri / hiri, hurun / hirin, ule / ile, urten / erten / irten, uger egin / igeri egin, uzen / izen...
- Cuando la palabra acaba en -a y se añade el artículo definido singular -a o el artículo definido plural remoto -ak, hay disimilación vocálica: -a + a > -ea: neska + -a > neskea (la chica).
- Las sibilantes se reducen de seis a cuatro: existen la x y la tx (equivalentes, respectivamente, a la sh inglesa y a la ch española), pero la s (equivalente a la ese estándar del español europeo) y la z (equivalente a la ese o a la zeta del español americano) se pronuncian igual (s) y la tz (como rats en inglés) y la ts (como Serrat supone en español) se pronuncian también igual, ambas como tz.
- Muchas palabras que en los otros dialectos tienen una e pasan a tener una a: barri / berri (nuevo), andra / andre (señora), alkarte / elkarte (asociación, sociedad).
- k > g: erabagi / erabaki (decidir), jagi / jaiki (levantarse).
- itz > tx, palatalizada por influencia de la vocal -i: (h)aritz > aretx, (h)aitz > atx, gaitz > gatx.
- iz > x, palatalizada por influencia de la vocal -i: (h)aize > axe, goizean > goxean, eleiza > elexa.
- Armonía vocálica (rasgo compartido por el subdialecto guipuzcoano meridional y el dialecto navarro): al añadirse un sufijo en donde aparece la vocal -a- a una palabra que contiene las vocales -u- o -i-, la -a- pasa a ser -e-: ibili (andar) > ibilite (andado: en euskara batua, ibilita); sudur (nariz) > sudurre (la nariz: en euskara batua, sudurra); mendi (monte) > mendie (el monte: en euskara batua, mendia); incluso puede afectar al artículo indefinido singular bat (uno, una): mendi bet (un monte: en euskara batua, mendi bat).

## Léxico
El vocabulario puede variar enormemente de un pueblo a otro. Por ejemplo, en algunos pueblos donde se habla vizcaíno se emplean las palabras nahi = "querer" y gaizki = "mal", que son más propias de otros dialectos: las palabras más empleadas y mucho más habituales en vizcaíno son gura = "querer" y txarto = "mal". La siguiente es una lista ejemplificativa. 
| - abade: sacerdote (en euskara batua y el resto de dialectos es "apaiz" o "apez"). - agorril: agosto. - aitite / aittitte / aitxitxe: abuelo (en euskara batua es "aitona"). - amaitu / ama(i)txu: terminar (en euskara batua y en otros dialectos se usa "amaitu", en Guipúzcoa y Navarra también se emplea "bukatu"). - amama: abuela (en euskara batua es "amona"). - amata(t)u: apagar (en el resto de dialectos es "itzali"). - artazi(a)k: tijeras. - asau: lejos (en la comarca de Uribe Kosta) - bagil: junio (en euskara batua es "ekain"). - baltz: negro (en otros dialectos y euskara batua es "beltz"). - bari(xa)ku: viernes (en euskara batua es "ostiral"). - baso: monte (en otros dialectos significa "bosque"). - batzar: reunión (en otros dialectos es "biltzar"). - beilegi: amarillo (en el resto de dialectos y euskara batua es "hori"). - berba: palabra (en los dialectos de Guipúzcoa y Navarra es "hitz", y en Iparralde es "ele"). - berakatz: ajo (en otros dialectos es "baratxuri"). - domeka: domingo (en el resto de dialectos y en euskara batua es "igande", en Guipúzcoa , Navarra e Iparralde también se emplea "jai eguna" = "día de fiesta"). - ederto: bueno, buenamente, conforme, expresión que significa conformidad... literalmente significa "hermosamente" (en el resto de dialectos es "ederki"). - edur: nieve (en otros dialectos y en euskara batua es "elur"). - eguazten: miércoles (en euskara batua es "asteazken"). - egubakoitz: viernes (en la comarca del Alto Deba). - eguen: jueves (en euskara batua es "ostegun"). - ei: partícula que indica costumbre o hábito (en el resto de dialectos es "omen" o "ohi": Joan da [Se ha ido], Joan ei da [Al parecer, se ha ido]). - erdu: venir (imperativo). - ete: partícula que se añade a las interrogaciones, con significado de duda o interrogación, sin equivalente en castellano (en el resto de dialectos es "ote": Joan da? [¿Se ha ido?], Joan ete da? [¿(Tengo la suda sobre si] Se ha ido?). - garagarril: julio (en euskara batua es "uztail"). - gatzatua: cuajada (en otros dialectos es "mamia" o "gaztanbera"). - gitxi: poco (en el resto de dialectos y en euskara batua es "gutxi"). - gura / gure: querer, desear (también se usa en otros dialectos, pero en éstos es más común utilizar la palabra "nahi"). - izara: sábana (también empleado en el dialecto guipuzcoano y euskara batua, no obstante, en Navarra e Iparralde se usa la palabra "maindire"). | - izeko: tía (resto de dialectos y euskara batua "izeba"). - lorail: mayo (en euskara batua "maiatz"). - ilbaltz: enero (euskara batua, "urtarril"). - ilen: lunes (en euskara batua "astelehen", en algunas zonas del dialecto vizcaíno también se usa astelen). - indaba: judía (en otros dialectos "babarrun" o "ilar"). - jaramon: hacer caso, atender, poner atención (en otros dialectos es "arreta", "kasu"...). - jezarri: sentarse (en el resto de dialectos es "eseri"). - jausi: caerse (en otros dialectos es "erori" o "amildu"). - jorrail: abril (en euskara batua es "apiril"). - kirikino: erizo (en dialecto guipuzcoano es "triku" y en dialecto alto-navarro es "sagarroi"). - karu: caro (en el resto de dialectos y en euskara batua es "garesti"). - korta: cuadra (en euskara batua y otros dialectos son más habituales las palabras "ukuilu", "tegi", "abeltegi", "barruki", "saltai"...). - labandu: resbalarse (en otros dialectos "labain"). - lantzean behin: de vez en cuando (en euskara batua y otros dialectos "noizean behin" o "noizbehinka"). - lapiko: olla (en euskara batua también es "lapiko" o "eltze", esta última palabra se emplea también en otros dialectos). - lar, larregi: demasiado (en el resto de dialectos es "gehiegi", "aski", "sobera"). - le(ge)z: como, igual que... (en otros dialectos "bezala"). - lei: hielo (en euskara batua y dialecto guipuzcoano, Iparralde y alto-navarro es "izotz" o "jela"; aunque en algunas zonas de Navarra al hielo también se le dice "(h)orma"). - lepo: espalda (en euskara batua y otros dialectos es "bizkar", no obstante, la palabra "lepo" se usa para indicar el "cuello"). - lotu: parar (en euskara batua y otros dialecto es "gelditu" y "lotu" significa "atar"). - madari: pera (en euskara batua, Navarra e Iparralde es "udare", el dialecto guipuzcoano emplea "txermen"). - mailuki: fresa (en euskara batua y resto de dialectos es "marrubi"). - mihin: lengua, parte anatómica (en euskara batua y resto de dialectos es "mihi"). - martitzen: martes (en euskara batua es "astearte"). - mosu: cara (en euskara batua y resto de dialectos es "aurpegi"). - motz: feo/a (en euskara batua y resto de dialectos es "itsusi", por otro lado, la palabra "motz" significa "corto/a"). - odoloste: morcilla (en euskara batua y otros dialectos es "odolki"). | - okela: carne (en euskara batua es válido tanto "okela" como "haragi"). - olgeta: juego, diversión, broma (en euskara batua es válido tanto "olgeta" como "jolas", esta última palabra es utilizada en la mayoría de dialectos). - oratu: llegar, coger, agarrar (en otros dialectos es "heldu"). - ortu: huerto (en euskara batua es válido tanto "ortu" como "baratze", en el resto de dialectos es "baratz(e)"). - osatu: curar (en euskara batua es válido tanto "osatu" como "sendatu", empleado en el resto de dialectos. En otros dialectos la palabra "osatu" significa "rellenar", "completar", "llenar"...). - oste: detrás (de) (en otros dialectos es "atze"). - ostarku: arcoíris (en otros dialectos se utiliza "ostadar" o el poético nombre de "Erromako zubia", que significa "el puente de Roma"). - otu: ocurrir (en otros dialectos "bururatu"). - papar: pecho (en euskara batua se usa "bular" y "papar", en otros dialectos es "bular", en ellos "papar" significa "papada"). - paraje: cerca (Uribe Kosta). En otros dialectos se emplea "hurbil", "gertu"... - pernil: jamón (en dialecto guipuzcoano y alto navarro es "urdaiazpiko", en Iparralde se emplea la palabra "xingarra"). - sama: cuello (en el resto de dialectos es "lepo"). - txarto: mal (en euskara batua se usa "gaizki" y "txarto", en el resto de dialectos se utiliza la palabra "gaizki"). - txiker: pequeño (resto de dialectos de Hegoalde "txiki", en Iparralde y localidades de Navarra como Baztan, Luzaide, Zugarramurdi o Urdazubi se emplea "tipi"). - txilio: grito (resto de dialectos "garrasi"). - udagoien: otoño (euskara batua "udazken"). - uger egin: nadar (euskara batua y resto de dialectos "igeri egin"). - urre: cerca (otros dialectos "hurbil", "gertu"). - urrin: lejos (otros dialectos "urrun"). - uzki: ano , culo... (otros dialectos "ipurtzulo" o "ipurdi"). - zapatu: sábado (euskara batua "larunbata"). - zarama: basura (en otros dialectos "zabor" o "zakar"). - zelan: cómo (en otros dialectos "nola" o "Zer moduz?"). - zemendi: noviembre (en euskara batua "azaro"). - zezeil: febrero (en euskara batua "otsail"). |

## Literatura escrita

### Literatura clásica

#### Hasta elsigloXVI
Las baladas y eresiak recogidas por el historiador mondragonés Esteban Garibay (1533-1599) son los primeros testimonios que hay del dialecto vizcaíno y probablemente lo más completos. En el año 2004 fue descubierto el manuscrito de Juan Pérez de Lazarraga cuyo dialecto aún no ha sido concretado, pero que se encontraría a caballo entre el alavés y el vizcaíno. 
Aparte de estos dos textos se pueden encontrar textos sobre todo de interés lingüístico o religioso, pero no literario; la mayoría de la zona de Álava:
- El vocabulario recopilado por el escritor italiano Nicolás Landuchio en "Dictionarium Linguae Cantabricae"
- La doctrina cristiana de Juan Pérez de Betolaza, que fue publicada en Bilbao probablemente para vizcaínos, ello justificaría que el traductor aun siendo alavés tomara el vizcaíno como dialecto para la traducción.[8]
- Carta escrita en euskera de Juan de Zumárraga, primer obispo de México.
- "Refranes y sentencias comunes en bascuence" aparecido en Pamplona y de autor anónimo con algunos refranes en dialecto vizcaíno:[8]

545. Otu doneari ygarartean nequea.
546. Guiçon onac azcurriac bere.
547. Ecandu gastoari bernea ausi.
548. Barria eder eguic.

#### SigloXVII
Los textos en vizcaíno del siglo XVII no tienen mayor valor desde el punto de vista literario tampoco, pero son interesantes para conocer el euskera de la época: 
- "Exposición breve de la doctrina cristiana... con el examen de conciencia y acto de contrición, ejercicios cotidianos, significaciones de los ornamentos sagrados y misterios de la Misa" de Martín Ochoa de Capanaga, edición bilingüe en dos columnas, la derecha en euskera y la izquierda en castellano.[9]

- "Modo breve de aprender la lengua vizcaína" escrito por Rafael Mikoleta es la primera gramática para el euskera, en este caso para el dialecto vizcaíno. Está compuesto por una parte de gramática, un diccionario, algunos poemas y "pláticas", basadas en la del inglés John Minsheu.[10]

#### SigloXVIII
La influencia del Manuel de Larramendi es decisiva en este siglo, siendo el responsable del aumento de producción en el País Vasco peninsular y también de su calidad. La calidad literaria de estos trabajos fue escasa, pues la mayoría giran alrededor de la temática religiosa al ser doctrinas cristianas, aunque cabe subrayar las siguientes obras en sus correspondientes géneros literarios:
- Poesía: el alavés y jesuita Joan Batista Gamiz (1696-1773) escribió cuatro poemas en este dialecto a mitad de camino del dialecto alavés: Euscaraz gaiztoetan, Dabilcenchoac, Veste bat ere bai arendaco y Veste tunucho berri bat. Juan Antonio Agustín de Aboitz (1751-1824).
- Teatro dramático

## SigloXIX
Se considera que en este siglo el vizcaíno llega a desarrollarse plenamente como uno de los dialectos literarios vascos, con las obras de Juan Antonio Moguel y Pedro Antonio Añibarro. Esta variedad empezó a competir en cierta medida con el prestigio del guipuzcoano del Beterri en el uso escrito, potenciado en torno a la figura del padre jesuita Manuel Larramendi. Esto, según algunos autores guipuzcoanos, rompió la posibilidad de llegar a una unificación en torno al dialecto guipuzcoano, que sin embargo, no habría tenido en cuenta para nada a los demás dialectos vascos y que probablemente no habría sido efectivo como lengua estándar. 
Después de las guerras carlistas, una parte importante de los movimientos a favor de la cultura vasca se desarrollaron en Vizcaya y las nuevas terías sobre la lengua influyeron considerablemente en la producción escrita en la variedad occidental. Los neologismos inventados en el entorno de la figura de Sabino Arana (aranismos o sabinismos) y las tendencias más puristas empezaron a llevarse a la práctica en el área de influencia del vizcaíno, extendiéndose después al resto de los territorios.    

### Hipervizcaíno (hiperbizkaiera)
El hipervizcaíno fue una tendencia lingüística generada a partir de la segunda mitad del siglo XIX, cuando fue publicada la primera gramática del vizcaíno por Juan Mateo Zabala. Sus teorías dieron como resultado un intento de querer subrayar en todo lo posible las diferencias del vizcaíno respecto al resto de los dialectos. Para ello, los defensores de esta tendencia dieron los siguientes pasos: 
- Resucitar los arcaísmos del euskera antiguo, siempre que estos se alejaran del vasco común.
- Fortalecer las particularidades del dialecto en cuestión, siendo las palabras nahi y gura (querer) los ejemplos más claros. Nahi es común a todas las variedades del euskera, incluyendo el euskera hablado en Vizcaya, pero los escritores defensores de esta tendencia reforzaron el uso del sinónimo gura (del lat. gula(m)) por considerarla la forma "castiza" u originaria del vizcaíno. Aplicaron el mismo criterio en el caso de la flexión verbal y la sintaxis.
- Reforzaron el uso de los localismos e innovaciones regionales para evitar en lo posible las formas comunes que, según ellos, habían sido "tomadas" o "contagiadas" del euskera guipuzcoano.

Estos movimientos fueron un obstáculo real para la unificación lingüística.

## Subdialectos (azpieuskalkiak)
Según Koldo Zuazo (“Euskalkiak. Herriaren lekukoak”. Elkar, 2004), el occidental es el dialecto más extendido, y tiene dos subdialectos: el occidental y el oriental, utilizando en algunas zonas un subdialecto intermedio.